# 能勢郡
- 令制国一覧 > 畿内 > 摂津国 > 能勢郡
- 日本 > 近畿地方 > 大阪府 > 能勢郡

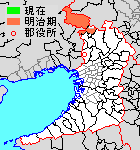
大阪府能勢郡の位置

能勢郡（のせぐん）は、大阪府（摂津国）にあった郡。

## 郡域
1879年（明治12年）に行政区画として発足した当時の郡域は、概ね下記の区域にあたる。
- 豊能郡能勢町の全域
- 豊能郡豊能町の大部分（高山・牧・寺田および1889年以降の吉川村の一部を除く[1]）

## 歴史

### 古代
和銅6年（713年）、摂津国河辺郡より割置。

#### 郷
『和名類聚抄』に記される郡内の郷。
- 枳根郷
- 能勢郷
- 雄村郷

#### 式内社
『延喜式』神名帳に記される郡内の式内社。
| 神名帳             | 神名帳 | 神名帳 | 神名帳 | 比定社     | 比定社                 | 比定社 | 集成 |
| 社名               | 読み   | 格     | 付記   | 社名       | 所在地                 | 備考   | 集成 |
| ------------------ | ------ | ------ | ------ | ---------- | ---------------------- | ------ | ---- |
| 能勢郡 3座（並小） |        |        |        |            |                        |        |      |
| 岐尼神社           | キネノ | 小     |        | 岐尼神社   | 大阪府豊能郡能勢町森上 |        |      |
| 久佐佐神社         | クササ | 小     |        | 久佐々神社 | 大阪府豊能郡能勢町宿野 |        |      |
| 野間神社           | ノマノ | 小     |        | 野間神社   | 大阪府豊能郡能勢町地黄 |        |      |
| 凡例を表示         |        |        |        |            |                        |        |      |

### 近世以降の沿革
- 「旧高旧領取調帳」に記載されている明治初年時点での支配は以下の通り。●は村内に寺社領が存在。幕府領は高槻藩預地。（32村）

| 知行   | 知行       | 村数 | 村名 |
| ------ | ---------- | ---- | --- |
| 幕府領 | 幕府領     | 19村 | ●平野村、●稲地村、●上杉村、●垂水村、●天王村、●山田村、吉野村、山内村、川尻村、余野村、野間口村、●倉垣村、●木代村、●吉川村、●下田村、●柏原村、●片山村、●平通村、●宿野村 |
| 幕府領 | 旗本領     | 6村  | 野間村、地黄村、切畑村、上田尻村、下田尻村、杉原村 |
| 藩領   | 上総飯野藩 | 4村  | 森上村、今西村、●大里村、長谷村 |
| 藩領   | 武蔵岡部藩 | 3村  | 神山村、山辺村、栗栖村 |

- 慶応4年

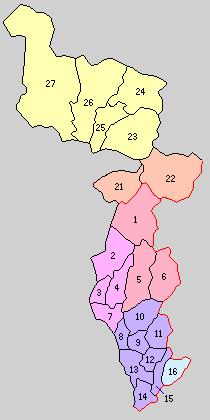
21.吉川村 22.東能勢村 23.東郷村 24.歌垣村 25.田尻村 26.西郷村 27.枳根荘村（橙：豊能町 黄：能勢町 1 - 16は豊島郡）

  - 4月 - 岡部藩が藩庁を移転して三河半原藩となる。
  - 5月24日（1868年7月13日） - 旗本領が大阪府司農局の管轄となる。
  - 6月8日（1868年7月27日） - 大阪府司農局の管轄地域が大阪府北司農局の管轄となる。
- 明治2年
  - 1月20日（1869年3月2日） - 大阪府北司農局の管轄地域が摂津県の管轄となる。
  - 5月10日（1869年6月19日） - 摂津県の管轄地域が豊崎県の管轄となる。
  - 8月2日（1869年9月7日） - 豊崎県の管轄地域が兵庫県の管轄となる。
- 明治3年（1870年）
  - 10月14日（1870年11月7日） - 飯野藩領が兵庫県の管轄となる。
  - 12月 - 高槻藩預地が兵庫県の管轄となる。
- 明治4年
  - 7月14日（1871年8月29日） - 廃藩置県により藩領が半原県の管轄となる。
  - 11月15日（1871年12月26日） - 第1次府県統合により、半原県の管轄地域が額田県の管轄となる。
  - 11月20日（1871年12月31日） - 第1次府県統合により、全域が大阪府の管轄となる。
- 明治5年（1872年） - 切畑村が分割して大円村・中野西村・中野東村・西野村となる。（35村）
- 1875年（明治8年）4月30日 - 大区小区制の大阪府での施行により、能勢郡が第11大区となる。
- 1876年（明治9年） - 大円村・中野西村・中野東村・西野村が合併して切畑村となる。（32村）
- 1879年（明治12年）2月10日 - 郡区町村編制法の大阪府での施行により、行政区画としての能勢郡が発足。郡役所が地黄村に設置。同日大区小区制廃止。
- 1881年（明治14年）1月6日 - 郡役所が豊島郡池田村の豊島郡役所に統合。豊島郡役所が改称して「豊島能勢郡役所」となる。
- 1883年（明治16年） - 野間村が分割して野間中村・野間稲地村・野間出野村・野間西山村・野間大原村となる。（36村）
- 1889年（明治22年）4月1日 - 町村制の施行により、下記の各村が発足。（7村）
  - 吉川村 ← 吉川村、兵庫県川辺郡横路村［一部］（現・豊能郡豊能町）
  - 東能勢村 ← 余野村、川尻村、木代村、切畑村、野間口村（現・豊能郡豊能町）
  - 東郷村 ← 野間中村、地黄村、野間稲地村、野間出野村、野間西山村、野間大原村（現・豊能郡能勢町）
  - 歌垣村 ← 倉垣村、杉原村、吉野村、山内村（現・豊能郡能勢町）
  - 田尻村 ← 上田尻村、下田尻村（現・豊能郡能勢町）
  - 西郷村 ← 宿野村、柏原村、下田村、大里村、片山村、平通村、栗栖村（現・豊能郡能勢町）
  - 枳根荘村 ← 今西村、山辺村、天王村、山田村、森上村、長谷村、平野村、垂水村、稲地村、上杉村、神山村（現・豊能郡能勢町）
- 1896年（明治29年）4月1日 - 郡制の施行のため、「豊島能勢郡役所」が管轄する各郡の区域をもって豊能郡が発足。同日能勢郡廃止。

## 行政
能勢郡長
| 代 | 氏名     | 就任年月日                | 退任年月日               | 備考 |
| -- | -------- | ------------------------- | ------------------------ | ---- |
| 1  | 山村保介 | 明治12年（1879年）2月21日 | 不詳                     |      |
| 2  | 木村重郷 | 明治13年（1880年）4月1日  | 明治14年（1881年）1月6日 | 廃官 |

豊島・能勢郡長
| 代 | 氏名     | 就任年月日                  | 退任年月日                | 備考                           |
| -- | -------- | --------------------------- | ------------------------- | ------------------------------ |
| 1  | 木村重郷 | 明治14年（1881年）1月8日    | 明治15年（1882年）11月7日 | 豊島郡長より就任               |
| 2  | 藤井千尋 | 明治15年（1882年）11月7日   | 明治16年（1883年）5月19日 |                                |
| 3  | 熊谷弘   | 明治16年（1883年）5月19日   | 明治16年（1883年）7月23日 |                                |
| 4  | 楠村多信 | 明治16年（1883年）7月23日 * | 明治26年（1893年）5月31日 | * 8月2日まで郡長心得           |
| 5  | 高山節見 | 明治26年（1893年）5月31日   | 明治29年（1896年）3月31日 | 豊島郡との合併により能勢郡廃止 |